# Bank dla Elektryfikacji Polski „Elektrobank”
Bank dla Elektryfikacji Polski „Elektrobank” SA w Warszawie (Elektrobank) − bank prywatny działający w latach 1921−1925 z siedzibą w Warszawie. Został założony z inicjatywy Antoniego Staromirskiego. Pierwszym prezesem był Józef Lipkowski. Przedmiotem działalności banku było inicjowanie, popieranie i finansowanie przedsiębiorstw mających na celu przenoszenie lub użytkowanie prądu elektrycznego. Został zlikwidowany około roku 1925.